# Palazzo Firmian (Mezzocorona)
Palazzo Firmian è un edificio monumentale di Mezzocorona fatto costruire dai Firmian nel XVIII secolo e divenuto sede municipale nel XX secolo.

## Storia
Palazzo Firmian venne edificato nel XVIII secolo dalla famiglia Firmian nella piazza centrale di Mezzocorona sul sito dove era presente sin dal periodo medievale la giurisdizione locale. 
Durante il XIX secolo la proprietà dell'edificio mutò, diventando prima palazzo Chini e in seguito Martinelli. Per alcuni anni divenne anche una locanda.
Venne acquisito nel 1985 dal Comune e fu oggetto di importanti restauri e studi approfonditi sulle sue decorazioni prima di diventare sede municipale.

## Descrizione

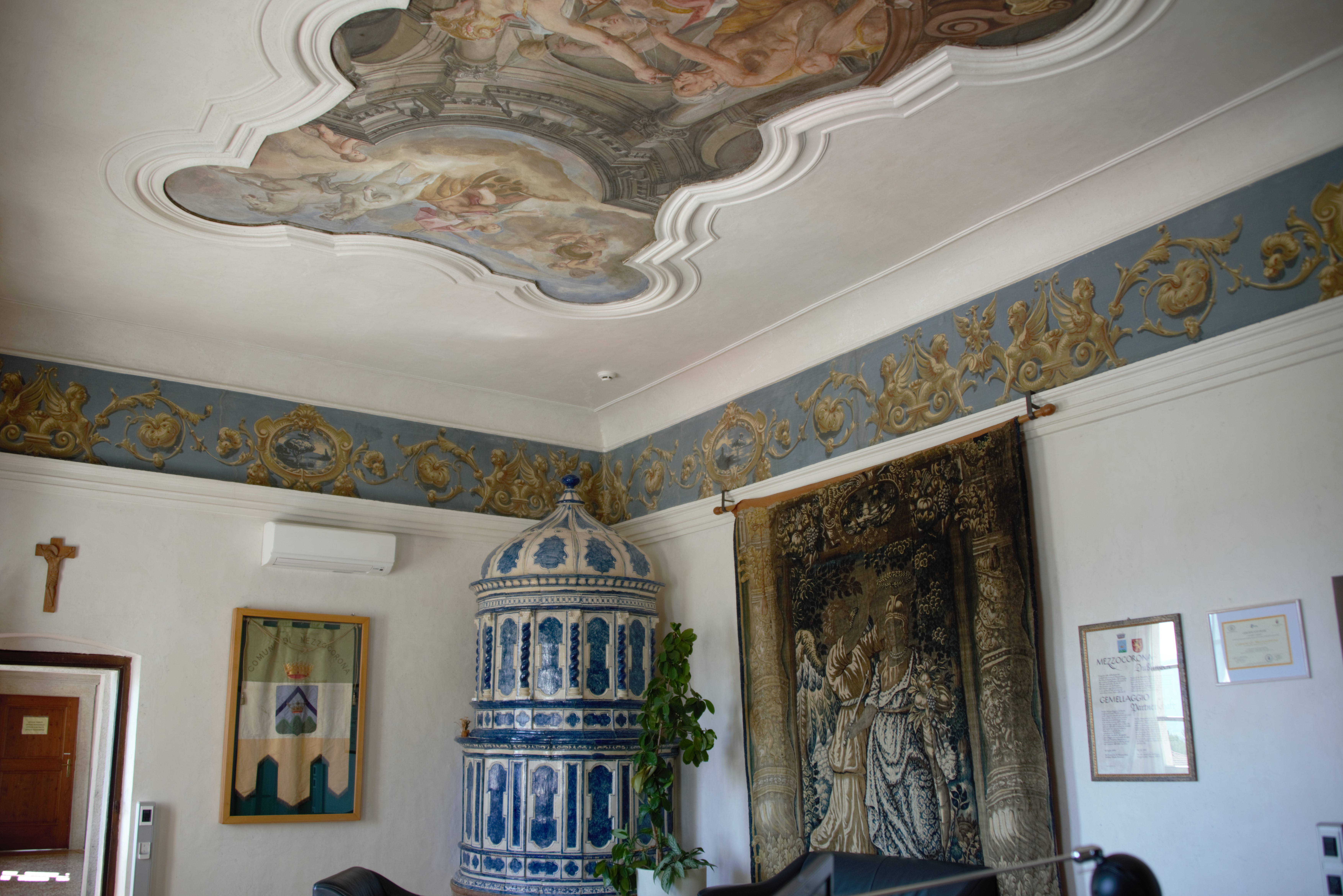
Salone con arazzo, stufa a olle rivestita in maiolica e soffitto affrescato da Paul Troger.

Conserva nelle sue sale gli importanti affreschi tardo-barocchi del pittore austriaco Paul Troger. Le opere presenti, realizzate nei primi decenni del XVIII secolo, sono una celebrazione del casato dei Firmian. Il ciclo di dipinti a sfondo mitologico raffigura i Firmian nell'Olimpo e il soggetto degli affreschi rappresenta il Trionfo di Amore sul destino e sulla Morte, Bellerofonte in sella a Pegaso trafigge la Chimera, Ercole saetta gli uccelli Stinfalidi e San Michele Arcangelo sconfigge il drago. 
Il palazzo conserva inoltre pregevoli rivestimenti in legno cirmolo, caminetti del periodo di costruzione e tipiche stufe in maiolica. Alle pareti vari arazzi fiamminghi, sempre del settecento, e, nella cappella nobiliare, la pala d'altare dipinta da Troeger che raffigura L'Adorazione dei Magi.